# Rumi Utsugi
Pour les articles homonymes, voir Utsugi.
Rumi Utsugi (宇津木瑠美), née le 5 décembre 1988 à Kawasaki, est une footballeuse internationale japonaise évoluant au poste de milieu de terrain au Reign de Seattle depuis l'été 2016. Elle a également joué au NTV Beleza et au Montpellier HSC.

## Biographie

### Carrière en club
Arrière latérale à ses débuts avant de devenir milieu de terrain, elle joue dans l'équipe de jeunes du NTV Menina avant de signer avec l'équipe du NTV Beleza dès l'âge de 15 ans. En six saisons et demi dans le club tokyoïte, elle n'a fait que deux saisons en tant que titulaire indiscutable, apportant sa pierre aux cinq titres de championne du Japon de 2005 à 2008 et 2010. Ainsi qu'aux nombreuses victoires en Coupe du Japon.
À l'été 2010, sous l'impulsion de Sarah M'Barek notamment, elle signe un contrat au Montpellier HSC. Elle et ses coéquipières échouent quatre fois en finale de la Coupe de France. En fin de contrat avec le club héraultais, elle s'engage avec le club américain Reign de Seattle à l'été 2016.

### Carrière en sélection
Déjà présente lors de la coupe du monde féminine 2007 et des Jeux olympiques 2008, elle est appelée une nouvelle fois pour participer à la coupe du monde féminine 2011 qu'elle remporte avec ses coéquipières. Quatre ans plus tard, elle atteint à nouveau la finale de la Coupe du Monde au Canada, mais elle perd face aux États-Unis.

## Statistiques

### Détails en club

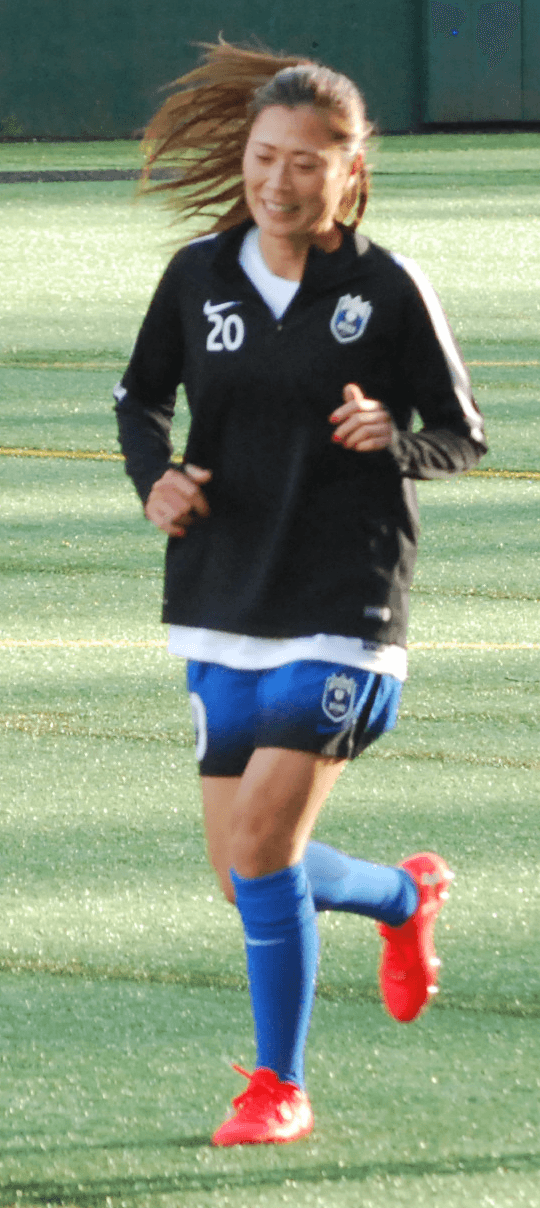
Rumi Utsugi avec le Reign de Seattle en avril 2017.

| Saison                | Club                  | Championnat           | Championnat | Championnat | Coupe(s) nationale(s) | Coupe(s) nationale(s) | Compétition(s) continentale(s) | Compétition(s) continentale(s) | Compétition(s) continentale(s) | Total | Total |
| Saison                | Club                  | Division              | M.          | B.          | M.                    | B.                    | Comp.                          | M.                             | B.                             | M.    | B.    |
| 2004                  | NTV Beleza            | Nadeshiko League      | 9           | 0           | -                     | -                     | -                              | -                              | -                              | 9     | 0     |
| 2005                  | NTV Beleza            | Nadeshiko League      | 14          | 1           | 2                     | 0                     | -                              | -                              | -                              | 16    | 1     |
| 2006                  | NTV Beleza            | Nadeshiko League      | 7           | 0           | 3                     | 1                     | -                              | -                              | -                              | 10    | 1     |
| 2007                  | NTV Beleza            | Nadeshiko League      | 9           | 0           | 4                     | 0                     | -                              | -                              | -                              | 13    | 0     |
| 2008                  | NTV Beleza            | Nadeshiko League      | 9           | 1           | 1                     | 0                     | -                              | -                              | -                              | 10    | 1     |
| 2009                  | NTV Beleza            | Nadeshiko League      | 20          | 3           | 3                     | 0                     | -                              | -                              | -                              | 23    | 3     |
| 2010                  | NTV Beleza            | Nadeshiko League      | 8           | 2           | 1                     | 0                     | -                              | -                              | -                              | 9     | 2     |
| Sous-total            | Sous-total            | Sous-total            | 76          | 7           | 14                    | 1                     | -                              | -                              | -                              | 90    | 8     |
| 2010-2011             | Montpellier HSC       | Division 1            | 19          | 3           | 5                     | 1                     | -                              | -                              | -                              | 24    | 4     |
| 2011-2012             | Montpellier HSC       | Division 1            | 16          | 2           | 6                     | 2                     | -                              | -                              | -                              | 22    | 4     |
| 2012-2013             | Montpellier HSC       | Division 1            | 17          | 0           | 4                     | 0                     | -                              | -                              | -                              | 21    | 0     |
| 2013-2014             | Montpellier HSC       | Division 1            | 18          | 10          | 2                     | 0                     | -                              | -                              | -                              | 20    | 10    |
| 2014-2015             | Montpellier HSC       | Division 1            | 19          | 3           | 6                     | 0                     | -                              | -                              | -                              | 25    | 3     |
| 2015-2016             | Montpellier HSC       | Division 1            | 12          | 1           | 2                     | 0                     | -                              | -                              | -                              | 14    | 1     |
| Sous-total            | Sous-total            | Sous-total            | 101         | 19          | 25                    | 3                     | -                              | -                              | -                              | 126   | 22    |
| 2016                  | Reign de Seattle      | NWSL                  | 7           | 1           | 0                     | 0                     | -                              | -                              | -                              | 7     | 1     |
| 2017                  | Reign de Seattle      | NWSL                  | 20          | 1           | 0                     | 0                     | -                              | -                              | -                              | 20    | 1     |
| Sous-total            | Sous-total            | Sous-total            | 27          | 2           | 0                     | 0                     | -                              | -                              | -                              | 27    | 2     |
| Total sur la carrière | Total sur la carrière | Total sur la carrière | 204         | 28          | 39                    | 4                     | -                              | -                              | -                              | 243   | 32    |

### Détails en sélection
| Équipe nationale                                                                                  | Année                 | Matchs | Buts |
| ------------------------------------------------------------------------------------------------- | --------------------- | ------ | ---- |
| Japon Sélectionneurs : Hiroshi Ohashi (2004-2007) Norio Sasaki (2007-2016) Asako Takakura (2016-) | 2005                  | 5      | 0    |
| Japon Sélectionneurs : Hiroshi Ohashi (2004-2007) Norio Sasaki (2007-2016) Asako Takakura (2016-) | 2006                  | 2      | 0    |
| Japon Sélectionneurs : Hiroshi Ohashi (2004-2007) Norio Sasaki (2007-2016) Asako Takakura (2016-) | 2007                  | 9      | 0    |
| Japon Sélectionneurs : Hiroshi Ohashi (2004-2007) Norio Sasaki (2007-2016) Asako Takakura (2016-) | 2008                  | 10     | 4    |
| Japon Sélectionneurs : Hiroshi Ohashi (2004-2007) Norio Sasaki (2007-2016) Asako Takakura (2016-) | 2009                  | 3      | 0    |
| Japon Sélectionneurs : Hiroshi Ohashi (2004-2007) Norio Sasaki (2007-2016) Asako Takakura (2016-) | 2010                  | 9      | 1    |
| Japon Sélectionneurs : Hiroshi Ohashi (2004-2007) Norio Sasaki (2007-2016) Asako Takakura (2016-) | 2011                  | 9      | 0    |
| Japon Sélectionneurs : Hiroshi Ohashi (2004-2007) Norio Sasaki (2007-2016) Asako Takakura (2016-) | 2012                  | 7      | 0    |
| Japon Sélectionneurs : Hiroshi Ohashi (2004-2007) Norio Sasaki (2007-2016) Asako Takakura (2016-) | 2013                  | 8      | 0    |
| Japon Sélectionneurs : Hiroshi Ohashi (2004-2007) Norio Sasaki (2007-2016) Asako Takakura (2016-) | 2014                  | 12     | 0    |
| Japon Sélectionneurs : Hiroshi Ohashi (2004-2007) Norio Sasaki (2007-2016) Asako Takakura (2016-) | 2015                  | 13     | 0    |
| Japon Sélectionneurs : Hiroshi Ohashi (2004-2007) Norio Sasaki (2007-2016) Asako Takakura (2016-) | 2016                  | 3      | 0    |
| Japon Sélectionneurs : Hiroshi Ohashi (2004-2007) Norio Sasaki (2007-2016) Asako Takakura (2016-) | 2017                  | 13     | 0    |
| Total sur la carrière                                                                             | Total sur la carrière | 103    | 5    |

## Palmarès
| En sélection | En club |
| --- | --- |

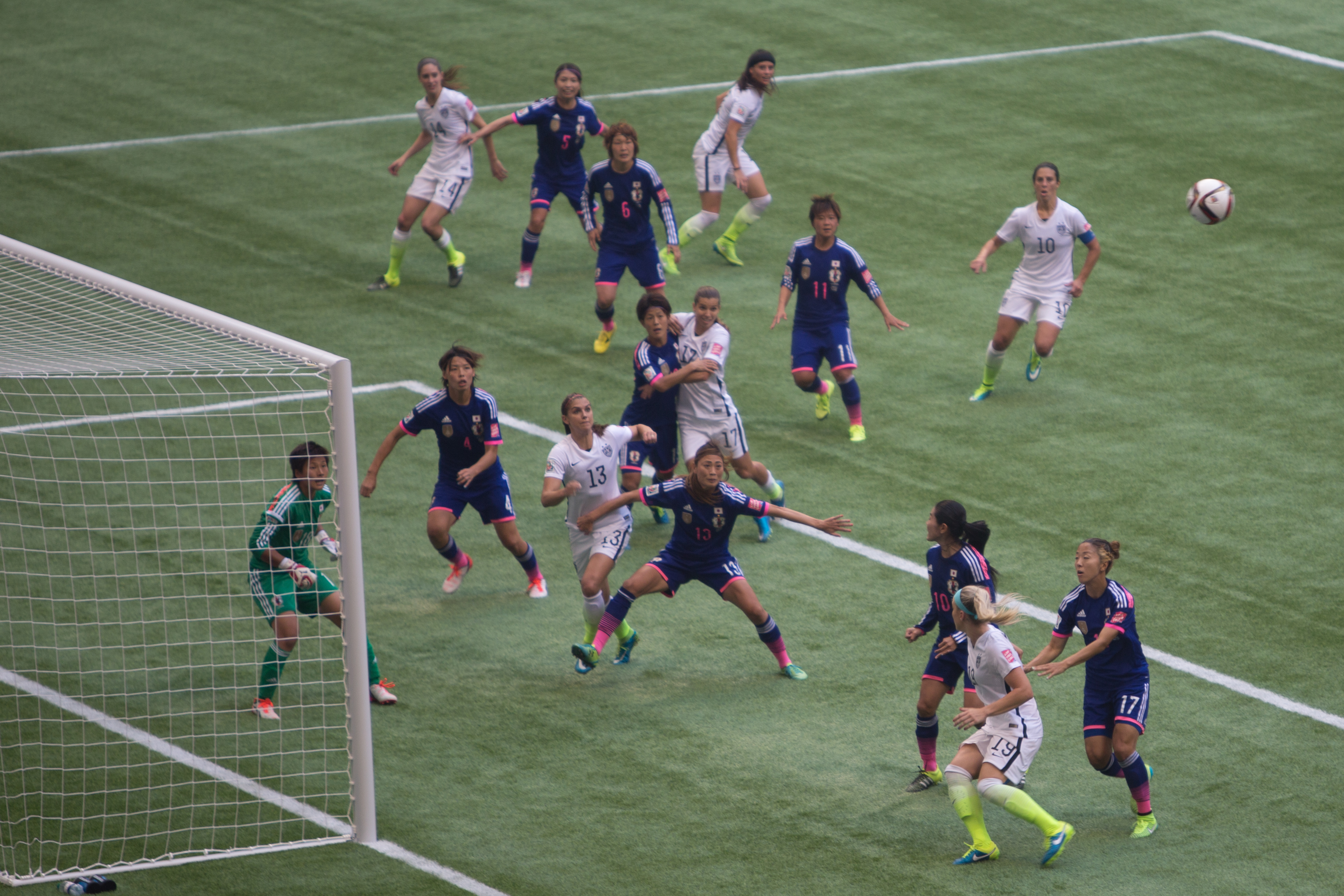
Rumi Utsugi (no 13) avec le Japon en finale de la Coupe du Monde 2015.

| Équipe du Japon U-17 : - Vainqueur du Championnat d'Asie 2005 Équipe du Japon : - Vainqueur de la Coupe du monde 2011 - Vainqueur de la Coupe d'Asie en 2014 et 2018 - Finaliste de la Coupe du monde 2015 - Finaliste de l'AlgarveCup en 2012 et 2014 | NTV Beleza : - Vainqueur du Championnat du Japon en 2005, 2006, 2007, 2008 et 2010 - Vainqueur de la Coupe du Japon en 2005, 2006, 2008, 2009 - Vainqueur de la Coupe de la ligue japonaise en 2007 et 2010 |
| Équipe du Japon U-17 : - Vainqueur du Championnat d'Asie 2005 Équipe du Japon : - Vainqueur de la Coupe du monde 2011 - Vainqueur de la Coupe d'Asie en 2014 et 2018 - Finaliste de la Coupe du monde 2015 - Finaliste de l'AlgarveCup en 2012 et 2014 | Montpellier HSC : - Finaliste de la Coupe de France en 2011, 2012, 2015 et 2016 |